# Megacyllene castroi
Megacyllene castroi là một loài bọ cánh cứng trong họ Cerambycidae.